# 安大略鎮區 (伊利諾伊州諾克斯縣)
安大略鎮區（英語：Ontario Township）是位於美國伊利諾伊州諾克斯縣的一個行政鎮區。

## 地方資料
根據2010年美國人口普查的數據，安大略鎮區的面積為93.90平方千米，當中陸地面積為93.90平方千米，而水域面積為0.00平方千米。當地共有人口908人，而人口密度為每平方千米9.67人。